# La Chapelle-Blanche-Saint-Martin

La Chapelle-Blanche-Saint-Martin este o comună în departamentul Indre-et-Loire, Franța. În 1 ianuarie 2022 avea o populație de 691 de locuitori.